# Главный центр специальной связи
Главный центр специальной связи — федеральное государственное унитарное предприятие, со статусом стратегического — один из видов российской почтовой связи в структуре Министерства цифрового развития, связи и массовых коммуникаций Российской Федерации (Минцифры России). Занимается доставкой секретных и ценных отправлений, наркотических средств, оружия и опасных грузов, наличных денег.

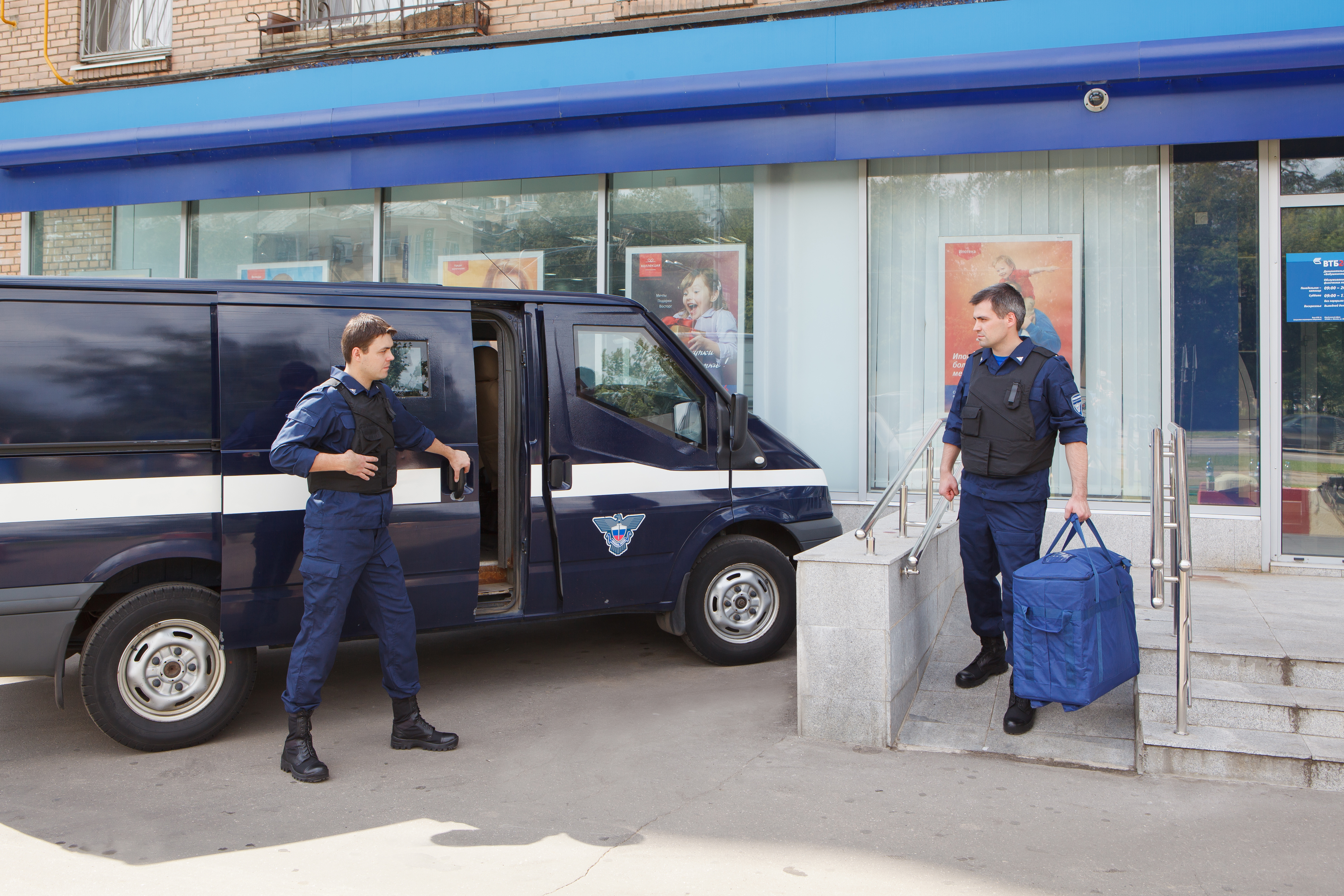
Инкассаторы Главного центра специальной связи

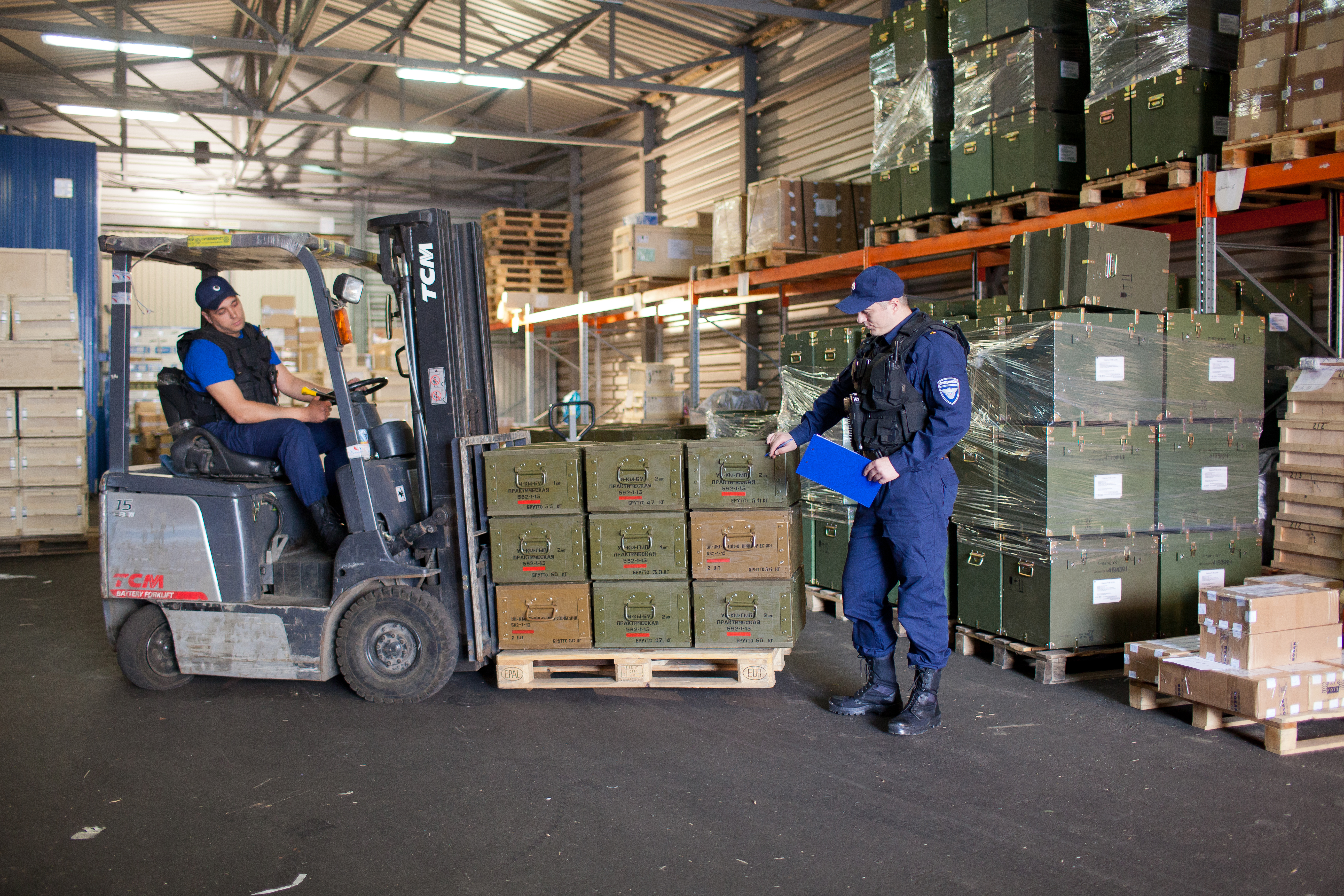
Сотрудники Главного центра специальной связи на складе

Полное название — Федеральное государственное унитарное предприятие «Главный центр специальной связи».

## Описание деятельности
«Спецсвязь» — преемник службы специальной связи Народного комиссариата связи, выделенной из фельдъегерской связи НКВД СССР в 1939 году. В 1988 году в рамках службы был сформирован работавший по хозрасчёту Главный центр специальной связи. В Российской Федерации датой постановки на учёт в единый государственный реестр юридических лиц является 28 декабря 1991 года.
В основном ФГУП ГЦСС работает с крупными компаниями и государственными учреждениями. Правовой статус организации делает её единственным перевозчиком определённых видов грузов. «Спецсвязь» занимает значительную долю рынка услуг по доставке наличных денежных средств в регионах страны. С 2013 года компания предоставляет услуги экспресс-доставки под брендом «Спецсвязь-экспресс».

### Известные проекты
Среди упоминавшихся в прессе проектов ФГУП ГЦСС — доставка материалов Единого государственного экзамена на места его проведения, перевозка и охрана Кубка Дэвиса, доставка волоса пророка Мухаммеда на форум «Мусульманский мир-2009», перевозка скрипки работы Антонио Страдивари, доставка и охрана реплики Большой императорской короны, перевозка оружия и патронов для XXVII Всемирной летней Универсиады 2013 года в Казани, транспортировка бюллетеней и комплексов обработки избирательных бюллетеней на выборах, доставка картин для выставки, приуроченной к 100-летнему юбилею государственного музея изобразительного искусства им. А. С. Пушкина, перевозка ископаемого тела мамонтёнка Любы в Салехард после выставки в Москве, более 1750 рейсов для транспортировки фондов Российского государственного исторического архива в его новое здание.
Сохранность грузов обеспечивается вооруженной охраной и специальной упаковкой, исключающей доступ к отправлениям и их подмену. Каждое отправление ФГУП ГЦСС застраховано на сумму до $100 млн.

### В регионах России
Главный центр специальной связи расположен в Москве, региональные управления ФГУП ГЦСС — в Санкт-Петербурге, Калуге, Нижнем Новгороде, Ростове-на-Дону,Саратове, Екатеринбурге, Новосибирске и Хабаровске. Филиалы компании расположены в 71 краевом и областном центрах, включая Крым. В других городах действуют более 180 отделений и пунктов специальной связи, включая пункт специальной связи на Байконуре. В распоряжении ФГУП ГЦСС более 7000 единиц оружия и более 1700 транспортных средств. Логистическая сеть «Спецсвязи» включает 1200 регулярных маршрутов общей протяженностью 508 000 километров.
В 2014 году к 75-летию службы специальной связи был приурочен выпуск памятной почтовой марки.

### Критика
Гражданами озвучивались отрицательные ассоциации с эмблемой ФГУП ГЦСС, утвержденной приказом Государственного комитета Российской Федерации по связи и телекоммуникациям от 1999 года. С публичной критикой Спецсвязи по данному вопросу в феврале 2019 года выступил депутат Законодательного собрания Ленинградской области Владимир Петров. 
На основании заключения геральдического совета при Президенте Российской Федерации от 4 мая 2021 года  были согласованы новые эмблема и флаг ФГУП ГЦСС, а 31 августа 2021 получено свидетельство о регистрации товарного знака ФГУП ГЦСС.

## История специальной связи в России

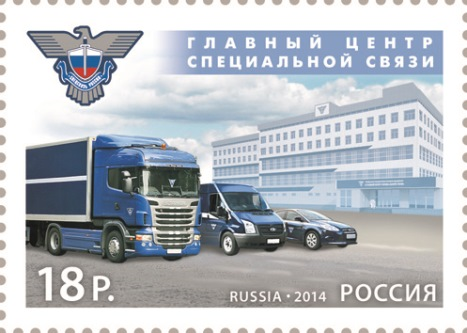
Почтовая марка, выпущенная к 75-летию ФГУП ГЦСС

Постановлением Совета народных комиссаров СССР от 17 июня 1939 года № 884—145 фельдъегерская служба была разделена на три организации, подотчётные разным ведомствам: отдел Фельдъегерской связи НКВД СССР, службу инкассации Государственного банка СССР и службу специальной связи Народного комиссариата связи СССР. На последнюю были возложены доставка секретных, совершенно секретных отправлений и перевозка драгоценных металлов для большинства министерств и ведомств от Москвы до республиканских и краевых центров и обратно. Постановлением от 16 ноября 1939 в центральном аппарате Наркомсвязи было создано Центральное управление специальной связи.
К началу Великой Отечественной войны в центральных, региональных, краевых, областных отделах и отделениях работало 15,9 тысяч человек. Сотрудники службы обслуживали ставку Верховного главнокомандующего и штабы фронтов. Центральное управление ведало рассылкой отправлений с продовольственными карточками и посылок с облигациями государственных займов. В прифронтовой зоне сообщения доставлялись на автомобилях, поездах, самолётах и пешком через труднопроходимые районы. Сотрудники Спецсвязи имели право использовать любой необходимый им попутный транспорт. Во время блокады Ленинграда специальная связь обеспечивала работу 25 маршрутов в городе и доставляла платину для оборонных предприятий.
Ближе к концу войны служба специальной связи восстанавливала списки предприятий и государственных учреждений на освобождённых территориях, а после окончания войны — обслуживала Военную Миссию СССР в Берлине.
В 1954 году специальной связи доверена перевозка препаратов «Р» — радиоактивных изотопов. Кроме того, службе специальной связи была доверена перевозка драгоценных камней из города Мирный в Якутии. Во время Летних олимпийских игр в Москве в 1980 году именно служба специальной связи обеспечивала доставку олимпийских медалей из Ленинградского монетного двора и охрану вплоть до момента вручения. В 1988 Московский почтамт специальной связи был преобразован в Главный Центр Специальной Связи, под управление которого перешли все остальные подразделения
29 ноября 2017 г. на основании решения Центра лицензионно-разрешительной работы Главного управления Росгвардии по городу Москве было изъято оружие в Управлении специальной связи по г. Москве и Московской области ФГУП ГЦСС. В результате предприятие было вынуждено приостановить сбор и доставку отправлений, перевозка которых требует вооруженного сопровождения в соответствии с действующим законодательством. ФГУП ГЦСС вынуждено было прибегнуть к услугам ведомственной охраны Минкомсвязи России (ФГУП «СВЯЗЬ-безопасность») для охраны собственных режимных объектов на территории Москвы и Московской области. При выборе охранного предприятия было рассмотрено несколько вариантов, в том числе предложение ФГУП «Охрана» Росгвардии, которое было отвергнуто в связи с необоснованно завышенной стоимостью услуг.
Сотрудники имеют звания и форменную одежду.